# Gerard Walden
Gerard Walden, pseudoniem van Gerardus Alfonsus Kaldewaaij (Amsterdam, 21 februari 1909 – aldaar, 23 februari 2005), was een Nederlandse acteur en revueartiest.
Gerard Walden, een broer van Willy, begon zijn loopbaan als revueartiest in 1934 bij Louis en Heintje Davids. Nog vóór de Tweede Wereldoorlog werkte hij samen met Johan Kaart en in de Sleeswijk-revue.
Later werkte hij met de producer, regisseur en manager Frans Muriloff, en had hij een eigen gezelschap met Herman Tholen en Herbert Joeks. In 1943 en 1944 maakte Toon Hermans deel uit van zijn gezelschap. Samen met zijn vrouw Berry Kievits (1912-2002) verzorgde hij vanaf 1949 eigen revue- en variété-avonden. Aan het einde van de jaren '70 en aan het begin van de jaren '80 werkte Walden nog als acteur bij het Theater van de Lach van John Lanting. Tot op hoge leeftijd bleven Gerard Walden en zijn echtgenote voorstellingen geven in bejaarden- en verpleegtehuizen.
Gerard Walden overleed enkele jaren na Willy en kort na zijn 96e verjaardag. Hij werd begraven in het familiegraf van Kaldewaaij op Begraafplaats Zorgvlied in Amsterdam.